# 構造と力
『構造と力』（こうぞうとちから）は、批評家浅田彰が26歳の時に、雑誌『中央公論』や『現代思想』等に連載した論考をまとめた哲学書。1983年に勁草書房から刊行された。
デリダやフーコー、ドゥルーズらのテクストを参照した、フランス現代思想（構造主義、ポスト構造主義）を解説した難解な内容にもかかわらず、ベストセラーとなる。売上部数は15万部または60万部。刷数は発売から30年間で54刷に達する。2022年7月に電子書籍化された。
「録画チャンネル4.5」第1回で映像化されている。
2023年に中公文庫より文庫化。

## 内容
プレモダン、モダン、ポストモダンを、チャート式のように図解している。ソシュールの構造主義を踏まえ、王やゼロ記号、国家の分析も含んでおり、「二つの教室」という独自のメタファーを紹介。
本書をふまえて、東浩紀は1998年に「存在論的、郵便的―ジャック・デリダについて」を執筆した。その際、浅田は自作は過去のものになったと（皮肉混じりながらも）書いた。
東は本書について、「哲学は終わってるから、(浅田さんは死んだ哲学の)死体解剖をやった。死んじゃったってことを分からせる為に構造と力とかを書いた。ほら見ろこんなもんだ、こんなことをまだお前らはやってるんだ、要約すればこんなもんだと。ところが何か知らないけどブームになって、そこに若者がばーっとついてきちゃった。浅田さんはニューアカブームみたいなのをすごく馬鹿にしてたと思う。でも他の人達は勘違いして、なんかもう一回哲学ってすごく盛り上がってるんじゃないかと思って......」と解説している。

## 構成

### 序に代えて
「《知への漸進的横滑り》を開始するための準備運動の試み――千の否のあと大学の可能性を問う」と副題がつけられている。初出は『中央公論』1981年5月号・特集＝大学の現在。本章はシラケ世代と言われてきたポスト全共闘の若者の感性を――多少は特殊な思想用語を交えているものの基本的に――平易な言葉で表現しており、この部分で多くの若者を引き付けた。なお、「シラケつつノリ、ノリつつシラケる」という有名な文言は本章において現れる。

### Ⅰ　構造主義/ポスト構造主義のパースペクティヴ

#### 第一章　構造とその外部　あるいはEXCÈSの行方ーー構造主義の復習とポスト構造主義の予習のためのノート
本章では、構造主義とポスト構造主義をひとつの一貫したパースペクティヴの中で論理的に再構成することが眼目とされている。初出は『現代思想』1981年12月、1982年1・3・5月号における連載。サンス(sense)という語が導入され、過剰なサンス、ズレ(EXCÈS)を孕んだ反自然的存在としての人間が語られる。ソシュールやレヴィ＝ストロースを援用して「象徴秩序」(ordre symbolique)の構造とその外部の相互作用について語られるが、一方でデリダやドゥルーズを引きながらそのスタティックな構造に疑問を呈し、「構造主義の復習」でありながら「ポスト構造主義の予習」ともなっている。

#### 第二章　ダイアグラムーーヘーゲル/バタイユの呪縛から逃れ出るための
本章では、思想史をより広く俯瞰する視点に立ち、前章で得られた展望をそこから改めて位置付けることが眼目とされている。初出は『現代思想』1982年2月号・特集＝バタイユ。カントの「現象/物自体」二元論から出発し、そうした二元論を拒否するヘーゲルの弁証法、バタイユの転位されたヘーゲル主義、バタイユと方向を共有するクリステヴァの理論展開が語られるが、依然として二元論の真の克服とはされず、続いてデリダの《エクリチュール》やバルトの《テクスト》に依って《ポスト・バタイユ》のスケッチがなされる。

### Ⅱ　構造主義のリミットを超えるーーラカンとラカン以後

#### 第三章　ラカン　構造主義のリミットとしての
本章では、第Ⅰ部で提示したパースペクティヴをさらに内在的に理解するための第一歩として、構造主義のリミットと目されるラカンの理論をとりあげ、詳しく検討され、最後にラカンの理論をのりこえる試みがドゥルーズ＝ガタリによってなされていることに言及される。初出は『現代思想』1981年7月臨時増刊号・総特集＝ラカン。

#### 第四章　コードなき時代の国家ーードゥルーズ＝ガタリのテーマによるラフ・スケッチの試み
本章では、とりあえず国家というテーマに沿いつつ、ドゥルーズ＝ガタリの理論の大要が検討される。本章では初出は『現代思想』1981年9月号・特集＝国家と《私》。

#### 第五章　クラインの壺　あるいはフロンティアの消滅
本章では、前章で得られた理論的枠組みを踏まえ、とりあえず空間というテーマに沿いつつ、近代の問題に焦点が絞られる。そこで近代の条件を示すべく《クラインの壺》のモデルが提示される。初出は『現代思想』1981年7月号・特集＝空間の記号論。

#### 第六章　クラインの壺からリゾームへーー不幸な道化としての近代人の肖像・断章
本章では、近代の呪縛を告発しつつ、《クラインの壺》を《リゾーム》へと多数多様化していくための戦略が素描される。初出は『現代思想』1983年2月号・特集＝〈遊び〉の研究。前近代・近代のモデルを提示する「ふたつの教室」というメタファーは本章で登場する。本章は白石かずこの詩「砂族の系譜」からの引用で締めくくられる。